# Ніко Рінкс
Ніко Рінкс (нід. Nico Rienks, 1 лютого 1962) — нідерландський академічний веслувальник.
Олімпійський чемпіон 1988 (парні двійки), 1996 (вісімки) років, бронзовий призер 1992 року в складі парної двійки, учасник 1984, 2000 років.
Чемпіон світу 1991 року в складі парної двійки, срібний призер 1989 (парні двійки), 1994, 1995 років у складі вісімки.